# 오무라번
오무라 번(일본어: 大村藩 오무라한[*])은 일본 에도 시대 히젠국 소노키군(彼杵郡) 지방을 지배했던 번이다. 번청은 지금의 나가사키현 오무라시에 있는 구시마성(玖島城)이다.

## 역대 번주
1. 오무라 요시아키(大村喜前) 재위 1587년 ~ 1616년
2. 오무라 스미요리(大村純頼) 재위 1616년 ~ 1619년
3. 오무라 스미노부(大村純信) 재위 1620년 ~ 1650년
4. 오무라 스미나가(大村純長) 재위 1651년 ~ 1706년
5. 오무라 스미마사(大村純尹) 재위 1706년 ~ 1712년
6. 오무라 스미쓰네(大村純庸) 재위 1712년 ~ 1727년
7. 오무라 스미히사(大村純富) 재위 1727년 ~ 1748년
8. 오무라 스미모리(大村純保) 재위 1748년 ~ 1760년
9. 오무라 스미야스(大村純鎮) 재위 1761년 ~ 1803년
10. 오무라 스미요시(大村純昌) 재위 1803년 ~ 1836년
11. 오무라 스미아키(大村純顕) 재위 1835년 ~ 1847년
12. 오무라 스미히로(大村純熙) 재위 1847년 ~ 1871년

## 같이 보기
- 폐번치현